# Auspicier

En auspice (latin: ''auspicium, fra auspex; ~ bogstaveligt: "En som ser på fugle") er et varsel. Bliver i dag brugt i betydningen "ledetegn". Det var en måde, hvorpå man tog varsler om fremtiden ved at iagttage fuglenes flugt, måden de lettede på osv. De personer, som var særligt sagkyndige ud i tolkningen af auspicier, kaldte man for augurerne.
Historien fra det gamle Romerrige fortæller om ørnevarsler, særlig om fremtidige kejsere.
I dag tales om "at være under nogens auspicier" – altså ledelse. Denne brug stammer fra det gamle Rom, hvor politiske og militære ledere havde pligt til at tage auspicier og lade sig lede af disse.